# Die Gewehre der Frau Carrar
Die Gewehre der Frau Carrar ist ein Theaterstück von Bertolt Brecht aus dem Jahr 1937.

## Entstehung
Es basiert auf einer Idee des Stücks Riders to the Sea von John Millington Synge, einem irischen Dramatiker. Brecht wurde von seinem Mitarbeiter, dem Regisseur Slatan Dudow, angeregt, etwas zu den Ereignissen im Spanischen Bürgerkrieg zu schreiben. Sein Werk, welches in der ersten Fassung Generäle über Bilbao als Titel trug, war die Antwort darauf. Es entstand unter Mitwirkung von Margarete Steffin. Zu Lebzeiten Brechts war es eines seiner am häufigsten gespielten Stücke. Die Uraufführung fand am 16. Oktober 1937 in der Salle Adyar in Paris statt, die Titelrolle spielte Helene Weigel. Aufgrund der aktuellen Ereignisse in Spanien hatte Brecht das Ende des Stückes bis zur Probe der Uraufführung offengelassen. Die deutsche Erstaufführung war am 16. Mai 1946 am Hebbel-Theater in Berlin. 1939 ergänzte Brecht einen Prolog und nahm 1952 kleinere Änderungen vor.

## Handlung
Die Handlung spielt in einem kleinen Fischerhaus in einem kleinen andalusischen Fischerdorf in der Nähe Málagas in Spanien, in dem Teresa Carrar und ihre zwei Söhne leben. Ihr 20-jähriger Sohn Juan ist gerade auf dem Meer fischen, während sein 15-jähriger Bruder José am Fenster wacht, ob Juans Lampe noch leuchtet. Der Vater Carlo verstarb im Bürgerkrieg durch einen Lungenschuss. Pedro, der Bruder der Mutter, kommt unter dem Vorwand vorbei, sie zu besuchen, ist aber in Wirklichkeit nur an den Gewehren des verstorbenen Mannes interessiert.
Sie beginnen, über den Krieg zu diskutieren, und nach und nach kommen verschiedene Personen dazu, von denen jeder eine andere Haltung zum Krieg vertritt. Teresa Carrar will sich und ihre beiden Söhne aus dem Bürgerkrieg heraushalten, denn „Wer zum Schwert greift, wird durch das Schwert umkommen“ (Matthäus 26,52 ). Plötzlich kommen einige Frauen und zwei Fischer mit Juan in einem blutdurchtränkten Segel in ihr Haus. Ihr Sohn wurde von einem vorbeifahrenden Schiff der Franquisten erschossen, und nun ändert die Mutter schlagartig ihre Haltung. Als sie vom Durchbruch der Franquisten bei Málaga hört, packt sie selbst ein Gewehr und zieht gemeinsam mit ihrem Bruder und ihrem Sohn an die Front.

## Hintergrund
Brecht selbst bezeichnete das Stück als „aristotelische (Einfühlungs-)Dramatik“ und regte an, es zusammen mit einem Dokumentarfilm zum Spanischen Bürgerkrieg oder im Rahmen einer propagandistischen Veranstaltung zu zeigen.
Sein Standpunkt, dass in der Auseinandersetzung zwischen „dem Guten“ und „dem Bösen“ auch „das Gute“ nicht ohne Gewalt auskomme, wird hier wie auch schon in früheren Stücken sichtbar. Hinzu kommt hier noch der Gedanke, dass es bei derartigen Auseinandersetzungen keine Neutralität geben könne. Das „sich Heraushalten“ schütze nicht davor, selber schmerzhaft betroffen zu werden, und die fehlende oder zu späte Entscheidung für „das Gute“ helfe nur „dem Bösen“ zu obsiegen.
Im Stück verarbeitete Bert Brecht auch das "Massaker von Málaga".

## Deutschsprachiges Hörspiel
- 1949: Hörspielbearbeitung: Gerhard W. Menzel, Regie: Werner Wieland mit Annemarie Hentschel, Heinz Scholze, Peter Dornseif u. a., Gesang: Ernst Busch, Produktion: MDR Leipzig, 17. Juli 1949[3]
- 1953: Regie: Egon Monk, Regieassistenz: Isot Kilian und Werner Grunow, mit Helene Weigel, Ekkehard Schall, Erwin Geschonneck u. a. Produktion: Rundfunk der DDR, 23. Januar 1953
- Im Jahre 1967 inszenierte der Hessische Rundfunk unter Regisseur Dieter Munck ein 60-minütiges Hörspiel gleichen Titels mit Edith Schultze-Westrum, Karl Paryla und Grete Wurm in den Hauptrollen.

## Film und Fernsehen
- 11. September 1953: Ausstrahlung einer Fernsehinszenierung des Berliner Ensembles mit Helene Weigel und Ekkehard Schall im Deutschen Fernsehfunk. Es war die erste deutschsprachige Fernsehinszenierung eines Brecht-Werkes überhaupt.[4]
- 3. März 1975: Ausstrahlung eines ZDF-Fernsehfilms mit Hanne Hiob.[4]